# Грамматин, Александр Пантелеймонович
Александр Пантелеймонович Грамматин (6 января 1931, Ленинград) — 28 августа 2014, Санкт-Петербург) — советский и российский учёный в области вычислительной оптики, разработчик теории и автор первой отечественной программы для автоматизированного расчёта на ЭВМ параметров оптических систем по критериям качества изображения. Доктор технических наук, профессор, лауреат Государственной премии СССР (1977) и Премии Совета Министров СССР (1983).

## Биография
Родился 6 января 1931 года в Ленинграде в семье инженера-строителя.

В блокадные годы учился в школе, с 1945 года — в Ленинградском военно-механическом техникуме, который с отличием окончил в 1949 году.
С 1948 года работал по специальности в оптико-вычислительном бюро оптико-механического завода № 357 «Прогресс», где прошёл путь от техника до ведущего конструктора предприятия, занимаясь проектированием оптических систем микроскопов и прицелов,
В том же году поступил на вечерний факультет Ленинградского института точной механики и оптики (ныне — Санкт-Петербургский национальный исследовательский университет информационных технологий, механики и оптики).
В 1955 году, с отличием окончив ЛИТМО по специальности «Оптико-механические приборы», без отрыва от производства обучался в заочной аспирантуре Государственного оптического института им. С. И. Вавилова (ныне — АО «Государственный оптический институт им. С. И. Вавилова») под руководством Д. Ю. Гальперна.

В 1959 году первым в СССР создал программу автоматизированного расчёта оптических систем. Продолжая исследования по направлению автоматизации проектирования оптических систем, защитил кандидатскую диссертацию.

В 1976 году получил учёную степень доктора технических наук, защитив диссертацию, посвящённую разработке оптико-механического оборудования для микроэлектронного производства.
С 1962 по 1998 год работал в ГОИ им. С. И. Вавилова, последовательно в должностях начальника лаборатории, начальника научного отдела и отделения, руководил созданием программных комплексов для автоматизированного проектирования оптических систем.

В 1970—1988 годах возглавлял разработку оптических систем для производства и контроля качества изделий микроэлектроники.
В 1976 году начал преподавание в ЛИТМО. С 1982 года — профессор кафедры теории оптических приборов, с 1996 года — профессор кафедры прикладной и компьютерной оптики факультета оптико-информационных систем и технологий СПбГУ ИТМО. С 1998 года на постоянной работе в СПбГУ ИТМО и по совместительству в должности главного научного сотрудника ГОИ.
Опубликовал, в том числе в соавторстве, свыше 200 научных работ, подготовил более десяти кандидатов наук.

Соавтор нескольких запатентованных изобретений в сфере оптики. Был членом редакционных коллегий «Оптического журнала» и журнала «Оптика и спектроскопия».
Скончался 28 августа 2014 года в Санкт-Петербурге.

## Награды
- орден «Знак Почёта» (1983), .
- Государственная премия СССР (1977)
- Премия Совета Министров СССР (1983).
- медаль «В память 300-летия Санкт-Петербурга» (2004)